# Hrabstwo Pender
Hrabstwo Pender (ang. Pender County) – hrabstwo w stanie Karolina Północna w Stanach Zjednoczonych.

## Geografia
Według spisu z 2000 roku obszar całkowity hrabstwa obejmuje powierzchnię 933 mil2 (2416,46 km²), z czego 871 mil2 (2255,88 km²) stanowią lądy, a 62 mile2 (160,58 km²) stanowią wody. Według szacunków United States Census Bureau w roku 2012 miało 54 195 mieszkańców. Jego siedzibą administracyjną jest Burgaw.

### Miasta
- Atkinson
- Burgaw
- Surf City
- Topsail Beach
- Watha

### CDP
- Hampstead
- Rocky Point
- St. Helena (wieś)